# سيدي بوبكر (الجزائر)
توجد بلدية سيدي بوبكر بولاية سعيدة تبعد 30 كلم عن عاصمة الولاية و 42 كلم عن ولاية معسكر و 80 كلم عن ولاية سيدي بلعباس تحدها شمالا بلدية واد التاغية وشرقا بلدية سيدي عمر وغربا بلدية يوب وبلدية هونت وجنوباً بلدية أولاد خالد وبلدية ذوي ثابت، أهم القرى الموجودة بها قرية زيروان وقرية مولاي التوهامي وقرية سيداحمد والتل والبحيرة الحمراء وسيدي مرزوق وهي بلدية تعدادها السكاني حوالي 16000 نسمة أكبر احياءها حي الواد وهو حي مهمش يخلو من جميع مؤسسات الدولة ولا حتى الملاحق الإدارية توجد به مدرستين ابتدائيتين فقط من مجموع 9 مدارس يمارس سكان البلدية الزراعة كمصدر أساسي وهي بلدية مهمشة نظراً لنسبة البطالة العالية بها وقلة مصادر الرزق والمصانع أكبر مشكل يعاني منه السكان هو وجود محجرة (الباكلي ) بالقرب من المحيط الحضري للمدينة مما انجر عنة تشقق للبنايات وامراض الربو والحساسية حيث ان عدد المصابين يشكل نسبة عالية.
```
[
2
]
```